# Goldoni (azienda)
La Goldoni è un'azienda metalmeccanica italiana con sede nella frazione di Migliarina a Carpi (provincia di Modena) e produce trattori specializzati, isodiametrici, trattrici con pianale e motocoltivatori per l'agricoltura dal 1926. Nel marzo 2021 è stata acquisita da parte del gruppo belga Keestrack.

## Storia

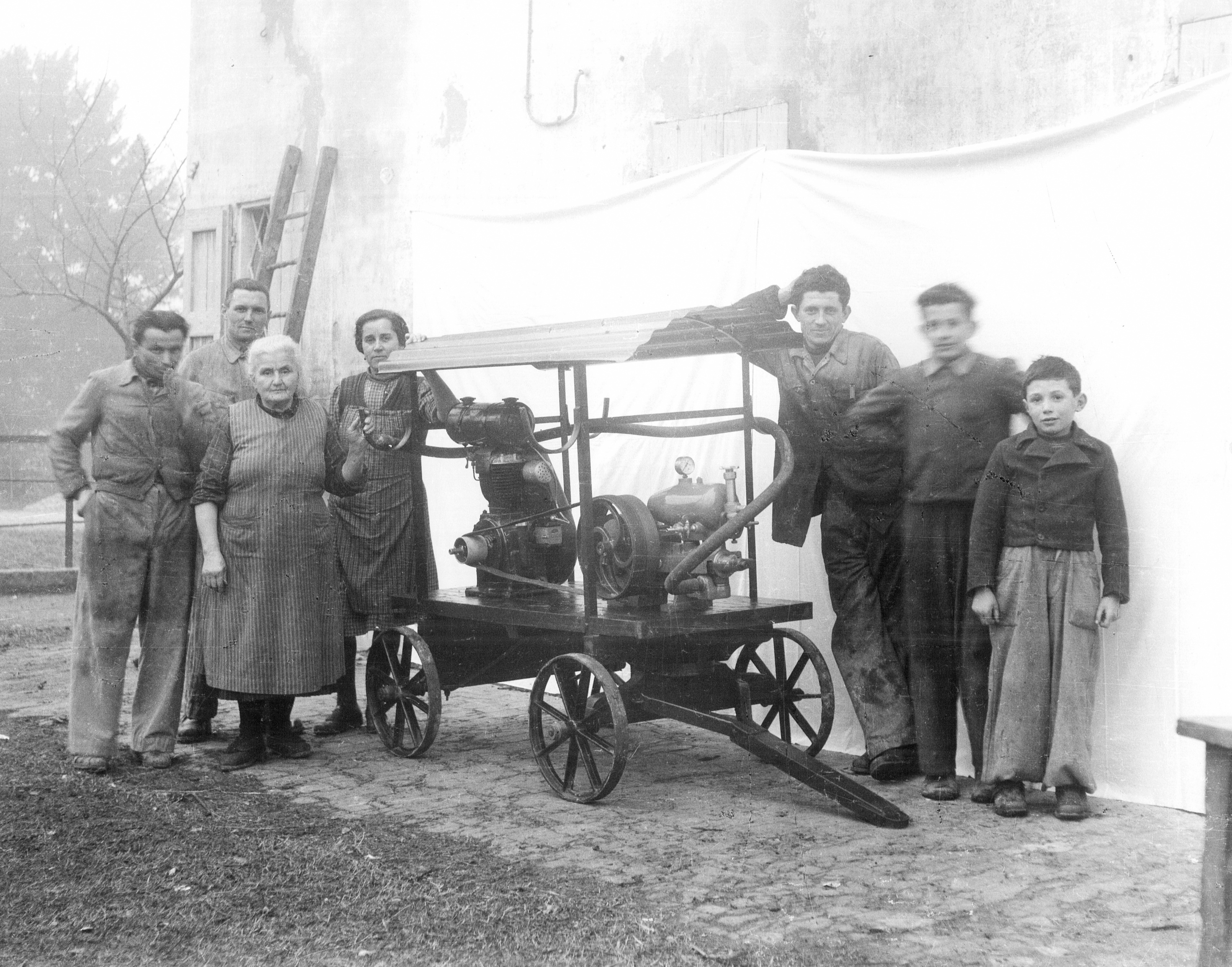
La Famiglia Goldoni nel 1948

Nel 1926 Celestino Goldoni fondò la "Goldoni Macchine Agricole" in un cascinale nelle campagne modenesi, avviando la produzione delle pompe per l'irrigazione.
Nel 1950 si aggiunsero motocoltivatori e motofalciatrici, per i quali venne stipulata un'esclusiva commerciale con la Federconsorzi per la vendita attraverso la sua rete in Italia.
Nel 1967 furono prodotti i primi trattori, con la serie "Export", seguita dalla serie "Universal" e la ditta si espanse anche all'estero attraverso una serie di accordi commerciali.
Nel 1969 venne stipulato un accordo con Cuba per la vendita di 1500 trattorini (GM4 ed "Export") per i campi di canna da zucchero; nel 1978 fu inaugurata la filiale "Goldoni France". Nel 1980 con Tbilisi (Georgia, allora Unione Sovietica) per la produzione in loco e la commercializzazione dei prodotti "Goldoni 700" e "Motocoltivatore Super 600".
Nel 1982 venne introdotta la serie "Compact", trattori progettati per operare in frutteti e vigneti; nel 1984-1985 si concesse alla Repubblica Popolare Cinese la licenza per la produzione in loco e la commercializzazione di "Transportes", "Goldoni 800", "Universal" e "900 RS". Negli anni ottanta viene acquistato il marchio ITMA poi confluito in Goldoni.
Nel 1986 venne stipulato un accordo con John Deere per la produzione di una gamma completa di trattori da vigneto e frutteto, a nome e colori della John Deere. 

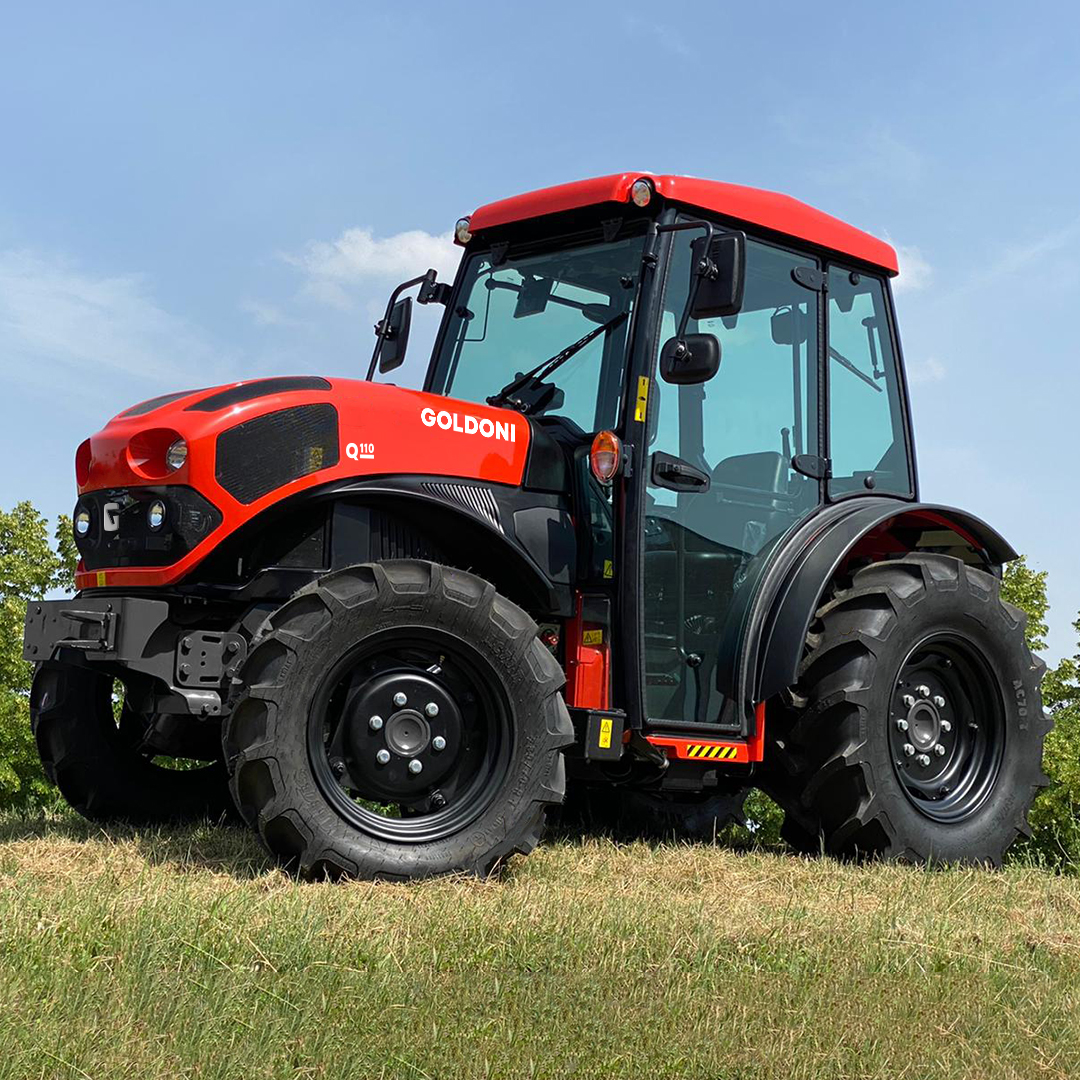
Goldoni Q110

Nel 1990 un ulteriore accordo con l'Iran per la produzione in loco e la commercializzazione dei modelli "Universal", "900 RS" e motofalciatrici. All'inizio degli anni novanta si iniziarono a produrre cingolati specializzati anche a marchio ITMA identici ai Goldoni cambiando solo il colore e nel 2002 venne introdotta la serie "Star Quadrifoglio", ancora un trattore specializzato per frutteto e vigneto. La Goldoni negli anni passati ha prodotto anche motofalciatrici.
Nel 1990 la Goldoni acquisisce 
dalla Carraro la ravennate ITMA (Industria Trattori Macchine Agricole) specializzata in piccoli cingolati.
Nel 2004 è stato inaugurato il nuovo reparto "ricerca e sviluppo" e nel 2008 è stato presentato il "Boxter", che ha vinto il premio "novità tecnica" presso l'EIMA International. Invece, nel novembre 2012 viene presentata la nuova serie "Ronin". Nel 2014 debuttano i nuovi Q100 ed E50.
Nel 2015 l'azienda subisce una forte crisi finanziaria che la costringe a presentare in tribunale domanda di concordato preventivo. Dal 2015 al 2020 ha fatto parte della multinazionale Tianjin Lovol Heavy Industry Co. Ltd insieme ai marchi Arbos, Bubba e MaterMacc e nel novembre 2018 il colore dei trattori viene cambiato da rosso-arancione a verde, adottando lo stesso colore del gruppo Arbos. Ma nel febbraio 2020 l'azienda entra di nuovo in crisi e chiede un nuovo concordato.
Nel marzo 2021 il tribunale di Modena salvò l'azienda e i posti di lavoro di 107 dipendenti, accogliendo l'offerta della belga Keestrack che ha uno stabilimento in Italia in provincia di Treviso; le macchine agricole Goldoni tornarono a essere di color rosso-arancione. Quasi un anno dopo, nel febbraio 2022, Goldoni Keestrack presentò le prime novità dopo l'acquisizione, tra cui un nuovo logo e cinque nuovi modelli.

## Prodotti
I prodotti della linea Goldoni comprendono:
- Trattori isodiametrici
- Trattori specializzati
- Motoagricole
- Motocoltivatori

## Stabilimento
Lo stabilimento di Migliarina di Carpi occupa una superficie di oltre 130.000 m² (di cui 65.000 coperti).

## Filiali
Una filiale presente in Francia. Oltre alla Comunità europea, i principali mercati esteri sono i paesi dell'area mediterranea e del Medio Oriente, America del Sud e del Nord, fino all'Oceania, arrivando ad esportare in più di 80 paesi.